# Atentados en Rusia en 1999
Los atentados en Rusia en septiembre de 1999 fueron una serie de explosiones que afectaron a cuatro manzanas urbanas de edificios de apartamentos en las ciudades de Buynaksk (República de Daguestán), Moscú y Volgodonsk (óblast de Rostov), en el que resultaron muertas 293 personas y 651 fueron heridas.

## Historia
Las explosiones ocurrieron en Buynaksk el 4 de septiembre; en Moscú, el 9 y el 13 de septiembre; y en Volgodonsk, el 16 de septiembre. Varias bombas fueron desactivadas en Moscú en esa época. Una bomba similar fue hallada y desactivada en la ciudad rusa de Riazán el 23 de septiembre de 1999. Al día siguiente, el director del Servicio Federal de Seguridad (FSB, antes KGB) Nikolái Pátrushev anunció que el incidente de Riazán había sido un ejercicio de entrenamiento.
Junto con la invasión de Daguestán lanzada desde Chechenia en agosto de 1999 por la milicia islamista liderada por Shamil Basáyev y por Ibn al-Khattab, las explosiones ocasionaron que la Federación de Rusia diera inicio a la segunda guerra chechena. Si bien el 2 de septiembre de 1999, el comandante de la milicia Ibn Al-Khattab anunció que «los muyahidín de Daguestán llevaran a cabo represalias en varios lugares a lo largo de Rusia», el 14 de septiembre, negó toda responsabilidad por las explosiones y añadió que estaba peleando contra el Ejército ruso, no contra mujeres o niños.
Una investigación oficial de las explosiones fue finalizada por el Servicio Federal de Seguridad en 2002. Según esta investigación y el juicio que le siguió, los bombardeos fueron organizados por Achemez Gochiyáev y fueron ordenadas por Ibn Al-Khattab y por Abu Omar al-Saif, quienes fueron asesinados posteriormente. Otros seis sospechosos fueron condenados por cortes rusas. El miembro de la Duma Estatal Yuri Schekochijin presentó dos mociones para una investigación parlamentaria de los eventos, pero ambas propuestas fueron rechazadas en marzo de 2000. Una comisión pública independiente para investigar las explosiones fue dirigida por el diputado de la Duma Serguéi Kovaliov. La comisión fue ineficaz debido al rechazo del Gobierno ruso para responder a sus cuestionamientos. Dos miembros de la Comisión Kovaliov, Serguéi Yushenkov y Yuri Schekochijin murieron años después en aparentes asesinatos.

## Teorías
El incidente de Riazán dio lugar a una teoría de conspiración, según la cual la colocación de explosivos RDX (hexógeno) en un edificio de viviendas fue una operación de bandera falsa perpetrada por el FSB para justificar la segunda guerra chechena, aumentar la fuerza del FSB en la vida política de Rusia y llevar a Vladímir Putin (entonces presidente del Gobierno de Rusia) al poder en las próximas elecciones presidenciales de Rusia de 2000.
 Los investigadores Robert Bruce Ware, Paul J. Murphy, Henry Plater-Zyberk, Simon Saradzhyán, Nabi Abdulláev y Richard Sakwa criticaron la teoría conspirativa, al señalar problemas tales como la falta de evidencia.